# 7847 Mattiaorsi
7847 Mattiaorsi è un asteroide della fascia principale. Scoperto nel 1996, presenta un'orbita caratterizzata da un semiasse maggiore pari a 3,1207062 UA e da un'eccentricità di 0,1010834, inclinata di 6,11542° rispetto all'eclittica.